# Bill Cable
Bill Cable, nome d'arte di William Laurence Cumpanas (Gary, 2 maggio 1946 – North Hollywood, 7 marzo 1998), è stato un attore, stuntman e modello statunitense.
Di origini croate, divenne famoso recitando in film come Terror! Il castello delle donne maledette (1974), Pee-wee's Big Adventure (1985), La posta in gioco (1988), Una strega chiamata Elvira (1988) e Basic Instinct (1992). Come modello lavorò per la casa pornografica Colt Studio Group e posò nudo per la rivista Playgirl oltre che per libri fotografici erotici dei fotografi Jim French e Bob Mizer. Morì nel 1998 a causa di gravi ferite riportate in un incidente stradale occorso nell'ottobre del 1996 in cui si fratturò una vertebra del collo che lo aveva lasciato paralizzato dal torso in giù.